# Немирівський деканат
Немирівський деканат — колишня структурна одиниця Перемишльської єпархії греко-католицької церкви з центром в м. Немирів. Очолював деканат Декан.

## Територія
В 1936 році в Немирівському деканаті було 12 парафій:
1. Парафія с. Біла з приходом у присілках Біла Піскова, Біла Мурована, Піднісє, Креманка, Борсучини, Деревенька, Зявлінє;
2. Парафія с. Вербляни з приходом у присілках Тістечки, Гораєць, Дацки, Пазиняки, Пісоцкі, Гуки, Калитяки, Гора, Шипки, Запуст-Боднарі, Борові, Дебрі;
3. Парафія с. Вороблячин з приходом у присілках Стеци, Середина, Воля, Шаварі, Переїзд, Горуни, Руда, Хоманці, Ступки, Соснове, Ворошні, Озеро;
4. Парафія с. Грушів з приходом у с. Будомир, с. Колониці, с. Щеплоти;
5. Парафія с. Завадів з приходом у присілку Поруби;
6. Парафія м. Магерів з філією в с. Передмістє Велике та приходом у с. Городжів, с. Біла, с. Окопи, присілках Передмістє Мале, Бірки, Шестаки, Деревенка, Лужки;
7. Парафія м. Немирів з приходом у присілку Передмістя, с. Воля, с. Слободяки;
8. Парафія с. Радруж;
9. Парафія с. Смолин з приходом у присілках Гута Обединська, Вільшанка, Салаші;
10. Парафія с. Тростянець;
11. Парафія с. Улицько Середкевич з приходом у с. Улицько Зарубине;
12. Парафія с. Щирець к. Немирова (з присілком Ясенівка) з філією в с. Парипси.

### Декан
- 1936 — Гучко Василь в Радружі.

### Кількість парафіян
1936 — 23 334 особи.
Деканат було ліквідовано в 1946 р.